# Crystal Mines
Crystal Mines è un videogioco rompicapo per NES e pubblicato nel 1989 da Color Dreams.
Il gioco ha avuto due sequel: Crystal Mines II, messo in commercio nel 1992 per Atari Lynx e nel 2010 per Nintendo DS e iOS, e Crystal Mines II: Buried Treasure, distribuito nel 2000 per PC e tre anni dopo per Lynx. 
Due titoli Wisdom Tree sono nati da versioni modificate di questo gioco: Exodus: Journey to the Promised Land del 1991, e il suo sequel Joshua: The Battle of Jericho del 1992.

## Modalità di gioco
Alla guida di un robot il giocatore attraversa delle miniere in cui dovrà trovare e raccogliere una certa quantità di preziosi cristalli "Starla", necessaria per completare il livello, il tutto evitando le creature che popolano il sottosuolo. Raccolta la quantità di cristalli necessaria, l'uscita apparirà in un punto specifico dell'area, permettendo l'accesso al livello successivo. Il robot può sconfiggere alcuni nemici sparando laser o schiacciarli sotto il peso dei pesanti massi presenti in ogni livello, che cadranno se rimossa la terra sotto di essi. Il gioco si compone di 100 livelli, sempre più intricati ed estesi man mano che si progredisce.